# El Hadji Ndiouga Kébé
Pour les articles homonymes, voir Kébé.
Babacar Kébé, dit Ndiouga ou El Hadji Babacar Kébé, est une personnalité du monde des affaires sénégalais, né en 1914 à Kaolack et mort le 13 mars 1984.
Il est réputé figurer parmi les hommes les plus riches du Sénégal pendant les années 1970 et 1980. Il était aussi un fervent disciple du mouridisme.

## Biographie

### Enfance et formation
El Hadji Babacar Kébé est né d'un père maître coranique et grand agriculteur. Ce dernier l'initia, lui et ses frères, à la lecture du coran et à la connaissance des sciences coraniques.
En 1939, il se rend dans la colonie anglaise de Gambie afin de participer à l'approvisionnement de Kaolack. Ce commerce lui procure de confortables revenus.
En 1942, il quitte sa ville et s'installe à Tambacounda et parcourt par la suite plusieurs pays d'Afrique de l'Ouest et d'Afrique centrale pour poursuivre ses affaires. Ndiouga décide ensuite de s'installer en Sierra Leone en 1949 où il réalise d'importants gains. Il revient pour la première fois depuis son voyage au Sénégal en 1958 pour se consacrer à l'investissement et à servir son guide spirituel Cheikh Ahmadou Bamba.

### Intérêt pour le mouridisme
El Hadji Ndiouga Kébé, appelé par certains sénégalais "le Milliardaire Baye Fall", avait un dévouement profond envers son guide sprituel Cheikh Ahmadou Bamba. Son œuvre continue de marquer les témoins de son époque, surtout la ville de Touba, la capitale du mouridisme, où il a réalisé plusieurs ouvrages hydrauliques et une route reliant la grande mosquée et l'université. Pour beaucoup de fidèles mourides, l'œuvre la plus marquante de Ndiouga Kébé reste les travaux de rénovation et d'embellissement de la Grande Mosquée de Touba auxquels il a largement contribué, sous le magistère de Cheikh Abdoul Ahad Mbacké.

### Mort
El Hadji Ndiouga Kébé meurt le 13 mars 1984. Il fut inhumé dans la ville sainte de Touba.